# Electronica’s
Electronica’s, in den Niederlanden De Electronica’s, war eine niederländische Instrumental-Band, bestehend aus den beiden Musikern Bert van Gageldonk und Marinus Heeren.

## Biografie
1981 sorgte Electronica’s mit Dance little Bird, besser bekannt als Ententanz, in Deutschland und einigen Teilen Europas für Aufsehen. Das Lied (in der Originalversion De Vogeltjesdans) war ab März 1981 51 Wochen in den deutschen Verkaufscharts gelistet, davon 21 Wochen unter den Top 10. Komponiert wurde der Song von dem Schweizer Werner Thomas.
Die Electronica’s coverten mit ihren Harmonikas das bereits 1973 erschienene Original Tchip-Tchip, machten es zum Sommerhit und ließen gleichzeitig den Modetanz wieder aufleben. Mit Dance Little Cat hatte das Duo kurze Zeit später einen kleinen Hit in Deutschland. Weitere Charterfolge gelangen nicht.

## Diskografie

### Alben
| Jahr | Titel             | Höchstplatzierung, Gesamtwochen/‑monate, AuszeichnungChartplatzierungen (Jahr, Titel, Platzierungen, Wochen/Monate, Auszeichnungen, Anmerkungen) | Höchstplatzierung, Gesamtwochen/‑monate, AuszeichnungChartplatzierungen (Jahr, Titel, Platzierungen, Wochen/Monate, Auszeichnungen, Anmerkungen) | Höchstplatzierung, Gesamtwochen/‑monate, AuszeichnungChartplatzierungen (Jahr, Titel, Platzierungen, Wochen/Monate, Auszeichnungen, Anmerkungen) | Höchstplatzierung, Gesamtwochen/‑monate, AuszeichnungChartplatzierungen (Jahr, Titel, Platzierungen, Wochen/Monate, Auszeichnungen, Anmerkungen) | Höchstplatzierung, Gesamtwochen/‑monate, AuszeichnungChartplatzierungen (Jahr, Titel, Platzierungen, Wochen/Monate, Auszeichnungen, Anmerkungen) | Anmerkungen |
| Jahr | Titel             | DE | AT | CH | UK | NL | Anmerkungen |
| ---- | ----------------- | --- | --- | --- | --- | --- | ----------- |
| 1980 | De Vogeltjes dans | — | — | — | — | NL7 (13 Wo.)NL |             |
| 1981 | Dance Little Bird | DE3 (11 Wo.)DE | AT16 (½ Mt.)AT | — | — | — |             |
| 1981 | Quietschfidelio   | DE1 Platin · (22 Wo.)DE | — | — | — | — |             |

grau schraffiert: keine Chartdaten aus diesem Jahr verfügbar
weitere Alben
- 1979: De Electronica’s
- 1981: Jux Fidelio
- 1981: Vrolijk Kerstfeest met de Electronica’s
- 1981: Fröhliche Weihnacht mit den Electronica’s
- 1981: De Poesjesdans
- 1982: Dans van de Robot
- 1982: Il ballo del qua qua (Dance Little Bird)

### Kompilationen
- 1981: De Electronica’s en Jan Gorissen spelen voor U (mit Jan Gorissen)
- 1982: 20 größten Schlager (mit Jan Gorissen)
- 1982: Die Original Electronica’s mit ihren frisch-fröhlichen Hits
- 1993: Ententanz

### Singles
| Jahr | Titel Album       | Höchstplatzierung, Gesamtwochen/‑monate, AuszeichnungChartplatzierungen (Jahr, Titel, Album, Platzierungen, Wochen/Monate, Auszeichnungen, Anmerkungen) | Höchstplatzierung, Gesamtwochen/‑monate, AuszeichnungChartplatzierungen (Jahr, Titel, Album, Platzierungen, Wochen/Monate, Auszeichnungen, Anmerkungen) | Höchstplatzierung, Gesamtwochen/‑monate, AuszeichnungChartplatzierungen (Jahr, Titel, Album, Platzierungen, Wochen/Monate, Auszeichnungen, Anmerkungen) | Höchstplatzierung, Gesamtwochen/‑monate, AuszeichnungChartplatzierungen (Jahr, Titel, Album, Platzierungen, Wochen/Monate, Auszeichnungen, Anmerkungen) | Höchstplatzierung, Gesamtwochen/‑monate, AuszeichnungChartplatzierungen (Jahr, Titel, Album, Platzierungen, Wochen/Monate, Auszeichnungen, Anmerkungen) | Anmerkungen |
| Jahr | Titel Album       | DE | AT | CH | UK | NL | Anmerkungen |
| ---- | ----------------- | --- | --- | --- | --- | --- | ----------- |
| 1980 | De Vogeltjesdans  | — | — | — | — | NL8 (29 Wo.)NL |             |
| 1981 | Dance Little Bird | DE1 Gold · (51 Wo.)DE | AT2 (3½ Mt.)AT | CH7 (5 Wo.)CH | UK22 (8 Wo.)UK | — |             |
| 1981 | Dance Little Cat  | DE63 (1 Wo.)DE | — | — | — | — |             |

weitere Singles
- 1980: De Billekesdans
- 1981: Schneewalzer
- 1981: Ay Ay Maria Christina
- 1981: De Stratendans
- 1982: Dans van de Robot
- 1982: Roboter Polka